# Peromyscus difficilis
Peromyscus difficilis là một loài động vật có vú trong họ Cricetidae, bộ Gặm nhấm. Loài này được J. A. Allen mô tả năm 1891.